# Куп Хрватске у фудбалу 2009/10.
Куп Хрватске у фудбалу 2009/10. је деветнаеста сезона националног купа.
Титулу је бранио Динамо из Загреба који је у прошлој сезони освојио пехар победом на Хајдуком из Сплита, после извођења једанаестераца, јер је после две утакмице резултат био нерешен 3:3.
У такмичењу учествује 48 клубова.
У предтакмичење играју 32 клуба. Победници ових сусрета (16 клубова) настављају такмичење са 16 клубова Прве лиге у шеснестини купа. У предтакмичењу учествују следећи клубови:
- 21 екипа победника такмичења за Жупанијски куп
- 11 екипа финалиста Жупанијског купа из 11 жупанијских фудбалских савеза са највећим бројем регистрованих фудбалских клубова.

У предтакмичењу, шеснаестини и осмини финала игра се једна, а од четвтфинала до финала две утакмице.
У финалу овогогодишњег купа играли су Шибеник и Хајдук Сплит. ово је Шибенику прво финале у досадашњем такмичењу, односно ово му је и први пут да је у Купу прошао осмину финала. Хајдук је победио и освојио пету титулу и свом деветом игрању у финалу. Ово је био његов први освојени Куп после седам година од 2003. и прва победа у неком фудбалском такмичењу после последње титуле првака у сезони 2004/05.
Овогодишње финале је прво у којем су два клуба из Далмације играла финалну утакмицу.

## Квалификације
Жреб за квалификације је одржан 12. августа, а утакмице су игране 25. и 26. августа 2009.. Играло се по једноструком куп систему (једна утакмица, а поражени напушта такмичење).
| Бр. меча | Домаћин, место              | Резултат        | Гост, место                 |
| -------- | --------------------------- | --------------- | --------------------------- |
| 1        | Графичар Водовод, Осијек    | 0:6             | Карловац, Карловац          |
| 2        | МВ Кроација, Славонски Брод | 5:1             | Бистра, Бистра              |
| 3        | Крка                        | 0:1             | Плитвица, Гојанец           |
| 4        | Оријент, Ријека             | 2:1             | Подравина, Лудбрег          |
| 5        | Младост, Ждралови           | 0:5             | Славонац, Стари Перковци    |
| 6        | Вутекс Слога, Вуковар       | 2:4             | Рудар, Лабин                |
| 7        | Гај Маче, Маче              | 2:5             | Кроација Сесвете, Сесвете   |
| 8        | Копривница, Копривница      | 0:0, (2:4 пен.) | Нехај, Сењ                  |
| 9        | Међимурје, Чаковец          | 2:01            | Хрватски драговољац, Загреб |
| 10       | Ровињ, Ровињ                | 0:11            | Мославина, Кутина           |
| 11       | Велебит, Жабица             | 3:2             | Олимпија, Осијек            |
| 12       | Граничар, Жупања            | 2:0             | Подравец, Вирје             |
| 13       | Младост, Прелог             | 2:4             | Липик, Липик                |
| 14       | Бјеловар, Бјеловар          | 0:11            | Сплит, Сплит                |
| 15       | Конављанин, Чилипи          | 3:1             | Дуго Село, Дуго Село        |
| 16       | Сухопоље, Сухопоље          | 7:0             | БСК, Будашево               |

Легенда
- 1: Мечеви играни 25. августа.

## Шеснаестина финала
Жребање је одржано 27. августа, а утакмице су одигране 22 и 23. септембра 2009.
| Бр. меча | Домаћин, место               | Резултат             | Гост, место               |
| -------- | ---------------------------- | -------------------- | ------------------------- |
| 1        | Плитвица, Гојанец            | 0:4                  | Динамо, Загреб            |
| 2        | МВ Кроација, Славонски Брод  | 0:2                  | Ријека, Ријека            |
| 3        | Липик, Липик                 | 3:5                  | Хајдук, Сплит             |
| 4        | Велебит, Жабица              | 0:2                  | Вартекс, Вараждин         |
| 5        | Сплит, Сплит                 | 0:2                  | Славен Белупо, Копривница |
| 6        | Оријент, Ријека (град)Ријека | 1:2                  | Загреб, Загреб            |
| 7        | Рудар, Лабин                 | 5:2                  | Цибалија, Винковци        |
| 8        | Граничар, Жупања             | 1:3                  | Осијек, Осијек            |
| 9        | Сухопоље, Сухопоље           | 2–2 (прод., 8:9 пен) | Интер, Запрешић           |
| 10       | Славонац, Стари Перковци     | 1:5                  | Поморац, Кострена         |
| 11       | Нехај, Сењ                   | 0:1 (прод.           | Сегеста, Сисак            |
| 12       | Кроација Сесвете, Сесвете    | 0:1                  | Истра 1961, Пула          |
| 13       | Карловац, Карловац           | 3:0                  | ХАШК, Загреб              |
| 14       | Мославина Кутина             | 2:0                  | Конављанин, Чилипи        |
| 15       | Белишће, Белиће              | 0:3                  | Шибеник, Шибеник          |
| 16       | Виноградар, Јастребарско     | 4:1 (прод.)          | Међимурје, Чаковец        |

## Осмина финала
Утакмице су одгране 27 и 28. октобра 2009.
| Бр. меча | Домаћин, место    | Резултат    | Гост, место               |
| -------- | ----------------- | ----------- | ------------------------- |
| 1        | Динамо, Загреб    | 4:1         | Виноградар, Јастребарско  |
| 2        | Шибеник, Шибеник  | 4:0         | Ријека, Ријека            |
| 3        | Хајдук, Сплит     | 5:1         | Мославина Кутина          |
| 4        | Вартекс, Вараждин | 2:1         | Карловац, Карловац        |
| 5        | Истра 1961, Пула  | 0:1         | Славен Белупо, Копривница |
| 6        | Загреб, Загреб    | 3:1         | Сегеста, Сисак            |
| 7        | Поморац, Кострена | 9:0         | Рудар, Лабин              |
| 8        | Осијек, Осијек    | 1:0 (прод.) | Интер, Запрешић           |

Легенда
- 2: Динамо и Винодрадар су договором заменили домаћинство, па се играло у Јастребарском.

### Четвртфинале
| Утак. | Клуб, Место               | Укупан резултат | Клуб, Место       | 1. утак. 25. новембар | 2. утак. 5. децембар |
| ----- | ------------------------- | --------------- | ----------------- | --------------------- | -------------------- |
| 1     | Загреб, Загреб            | 1:4             | Хајдук, Сплит     | 0:0                   | 1:4                  |
| 2.    | Славен Белупо, Копривница | 1:6             | Вартекс, Вараждин | 1:4                   | 0:2                  |
| 3.    | Осијек, Осијек            | 1:5             | Шибеник, Шибеник  | 1:1                   | 0:4                  |
| 4.    | Поморац, Кострена         | 2:5             | Динамо, Загреб    | 0:2                   | 2:3                  |

### Полуфинале
| Утак. | Клуб, Место      | Укупан резултат | Клуб, Место       | 1. утак. 24. март | 2. утак. 7. април |
| ----- | ---------------- | --------------- | ----------------- | ----------------- | ----------------- |
| 1     | Динамо, Загреб   | 0:1             | Хајдук, Сплит     | 0:0               | 0:1               |
| 2.    | Шибеник, Шибеник | 2:0             | Вартекс, Вараждин | 0:0               | 2:0               |

## Финале
| Клуб, Место   | Укупан резултат | Клуб, Место      | 1. утак. 21. април | 2. утак. 5. мај |
| ------------- | --------------- | ---------------- | ------------------ | --------------- |
| Хајдук, Сплит | 4:1             | Шибеник, Шибеник | 2:1                | 2:0             |

| Освајач Купа Хрватске 2009/10. |
| ------------------------------ |
| Хајдук Сплит 5. титула         |

## Финална утакмица

### 1. утакмица
| Домаћи клуб                                  | Резултат | Гостујући клуб |
| -------------------------------------------- | --- | --- |
| Хајдук Сплит                                 | 2:1 (0:0) | Шибеник |
| Датум                                        | 21. април 2010. | 21. април 2010. |
| Стадион                                      | Стадион Пољуд, Сплит | Стадион Пољуд, Сплит |
| Гледалаца                                    | 18.000 | 18.000 |
| Судија                                       | Драженко Ковачић (Крижевци) | Драженко Ковачић (Крижевци) |
| ХНК Хајдук Сплит (тренер: Станко Поклеповић) | Субашић, Оремуш (Тичиновић од 61‘), Малоча, Буљат, Јозиновић, Љубичић, Скоко, Цернат (Андрић од 71‘), Вукушић, Ибричић, Анас Шабрини (Томасов од 83‘) | Субашић, Оремуш (Тичиновић од 61‘), Малоча, Буљат, Јозиновић, Љубичић, Скоко, Цернат (Андрић од 71‘), Вукушић, Ибричић, Анас Шабрини (Томасов од 83‘) |
| ХНК Шибеник (тренер: Бранко Карачић)         | Блажевић, Видић, Будиша, Булат, Елез, Хусмани, Адеми), Бачелић-Грбић (од 88‘ Блоудек), Алиспахић, Фуштар, (од 74‘ Божић, од .. Јаколиш), Зец          | Блажевић, Видић, Будиша, Булат, Елез, Хусмани, Адеми), Бачелић-Грбић (од 88‘ Блоудек), Алиспахић, Фуштар, (од 74‘ Божић, од .. Јаколиш), Зец          |
| Стрелци                                      | 1:0 Тичиновић 62', 1: 1 Зец 65' пен., 2:1 Ибричић 88',                                                                                                | 1:0 Тичиновић 62', 1: 1 Зец 65' пен., 2:1 Ибричић 88',                                                                                                |
| Жути картони                                 | Хајдук: Љубичић, Вукушић Шибеник: Будиша, Булат, Елез, Хусмани, Алиспахић                                                                             | Хајдук: Љубичић, Вукушић Шибеник: Будиша, Булат, Елез, Хусмани, Алиспахић                                                                             |
| Црвени картони                               | | |

### 2. утакмица
| Домаћи клуб                                  | Резултат | Гостујући клуб |
| -------------------------------------------- | --- | --- |
| Шибеник                                      | 0:2 (0:1) | Хајдук Сплит |
| Датум                                        | 5. мај 2010. | 5. мај 2010. |
| Стадион                                      | Стадион Шубичевац, Шибеник | Стадион Шубичевац, Шибеник |
| Гледалаца                                    | 8.000 | 8.000 |
| Судија                                       | Домагиј Вучков (Ријека) | Домагиј Вучков (Ријека) |
| ХНК Шибеник (тренер: Бранко Карачић)         | Блажевић, Видић, Будиша, Булат, Медвид, Блоудек (од 62‘ Елез), Хусмани (од 72‘ Јаколиш), Адеми), Бачелић-Грбић, Дајић (од 46‘ Фуштар), Зец | Блажевић, Видић, Будиша, Булат, Медвид, Блоудек (од 62‘ Елез), Хусмани (од 72‘ Јаколиш), Адеми), Бачелић-Грбић, Дајић (од 46‘ Фуштар), Зец |
| ХНК Хајдук Сплит (тренер: Станко Поклеповић) | Субашић, Рубил, Малоча, Буљат, Оремуш (од 46‘ Љубичић), Андрић, Скоко (од 79‘ Панџа), Анас Шабрини (од 84‘ Тичиновић), Ибричић, Вукушић    | Субашић, Рубил, Малоча, Буљат, Оремуш (од 46‘ Љубичић), Андрић, Скоко (од 79‘ Панџа), Анас Шабрини (од 84‘ Тичиновић), Ибричић, Вукушић    |
| Стрелци                                      | 0:1 Вукушић 16', 0:2 Ибричић 90'+3 пен. | 0:1 Вукушић 16', 0:2 Ибричић 90'+3 пен. |
| Жути картони                                 | Шибеник: Будиша, Блоудек, Зец Хајдук: Скоко                                                                                                | Шибеник: Будиша, Блоудек, Зец Хајдук: Скоко                                                                                                |
| Црвени картони                               | | |